# Nutty Professor II: The Klumps
Nutty Professor II: The Klumps (prt: O Professor Chanfrado 2; bra: O Professor Aloprado 2 - A Família Klump) é um filme de comédia romântica e ficção científica americano de 2000, dirigido por Peter Segal e estrelado por Eddie Murphy e Janet Jackson. Trata-se da sequência de The Nutty Professor, lançado quatro anos antes.
Em contraste com o filme anterior, as subtramas centradas na família de Sherman ocupam uma parte substancial do filme. Como o primeiro filme, a música tema da sequência é "Macho Man", do Village People, que desta vez é tocada durante os créditos finais.
O filme foi parodiado pelo comediante Jack Black no filme Tropic Thunder, em que o personagem de Black, Jeff Portnoy, interpreta vários membros de uma família comicamente obesa. Tropic Thunder foi lançado pela Paramount Pictures, que lançou a versão original do filme, com Jerry Lewis, em 1963. Tropic Thunder foi dirigido e estrelado por Ben Stiller, que mais tarde, contracenou com Eddie Murphy em Tower Heist de 2011.

## Enredo
Quatro anos após os eventos do primeiro filme, o professor Sherman Klump acaba de desenvolver sua mais nova invenção, o soro da juventude. Ele também está namorando sua colega de trabalho, a professora Denise Gains, que desenvolveu um método para isolar o material genético da fórmula. Apesar de sua boa sorte, Sherman tem um grande problema: a personalidade de seu alter ego, Buddy Love, ainda está arraigada dentro dele e começou a periodicamente assumir o controle de seu corpo em manifestações impossíveis de controlar. Isso acaba arruinando um jantar em homenagem a aposentadoria de seu pai Cletus; e uma proposta de casamento a Denise.
Determinado a se livrar permanentemente de Buddy, apesar de seu assistente Jason avisá-lo de possíveis consequências para sua saúde, Sherman usa a metodologia de Denise para isolar e remover um gene em seu DNA, onde Buddy se manifestou. No entanto, o material genético que contém Buddy ganha vida própria após um pêlo do basset hound Buster cair acidentalmente nele. Sherman pede desculpas a Denise e os dois ficam noivos. Mais tarde, o reitor Dean Richmond informa aos dois que uma empresa farmacêutica ofereceu ao Wellman College US$ 150 milhões pela fórmula da juventude.
Sherman e Denise então encontram Buddy, recém restaurado, em uma sala de cinema. Buddy rouba Sherman e fica sabendo da oferta de US$ 150 milhões. Ele posteriormente visita a empresa farmacêutica e faz uma oferta rival pela fórmula. Sherman descobre que, devido à extração, a química de seu corpo foi alterada e que ele está perdendo sua inteligência. Percebendo que ele precisa manter a fórmula da juventude fora do alcance de Buddy, Sherman a esconde na casa de seus pais.
Cletus, que é sexualmente frustrado devido à sua idade e impotência, bebe parte da fórmula e torna-se jovem novamente. Ele sai para uma noite na cidade e tenta seduzir sua esposa, mas ela está horrorizada. Buddy Love testemunha Cletus voltando ao normal e percebe que a fórmula da juventude está armazenada na casa dos Klump. Enquanto isso, a condição de Sherman faz com que ele aja como um tolo na frente dos pais de Denise, envergonhando-a.
Enquanto Vovó e Mama Klump organizam uma despedida de solteira para Denise, Buddy (confundido com um stripper pela Vovó) rouba parte da fórmula da juventude da família Klump e enche o frasco pelo resto do caminho com fertilizante. Essa sabotagem causa caos em uma demonstração no dia seguinte, enquanto Petey, um hamster que Sherman usa para demonstrar a fórmula se transforma em um monstro gigante que viola Dean Richmond. Humilhado e enfurecido, o reitor despede Sherman. Alertado por Jason, Sherman descobre que a deterioração de seu cérebro piorou e decide terminar com Denise. Cletus se reconcilia com sua esposa e consola um Sherman deprimido.
Sherman trabalha rapidamente em uma fórmula mais nova e muito mais potente, enquanto suas faculdades mentais o permitem. Richmond o confronta sobre as ações de Buddy, acreditando que os dois estão trabalhando juntos. Sherman sai com Richmond e uma bola de tênis coberta com a fórmula da juventude e segue para uma apresentação que Buddy está dando sobre a fórmula da juventude. Enquanto isso, Denise preocupada descobre o que aconteceu e que os danos cerebrais de Sherman ainda estão progredindo. Com a ajuda de Cletus, Denise vai atrás dele. Sherman aproveita o DNA canino que cruzou com o de Buddy e usa a bola de tênis para distraí-lo. Buddy pega a bola na boca e a fórmula da juventude o transforma em um bebê, e posteriormente, em uma massa brilhante de material genético sensível.
Sherman persegue o material genético, com a intenção de bebê-lo para corrigir sua condição mental. No entanto, o material evapora na borda da fonte de um shopping antes que ele possa consumi-lo. Denise e Cletus chegam tarde demais para salvá-lo, e Denise começa a chorar, o que cai na fonte e atinge o material genético. Enquanto vão embora, Sherman dá uma olhada na  fonte e observa que ela é "bonita". Vendo que a água está brilhando, Denise percebe que o material genético foi reconstituído graças às suas lágrimas, e que, se Sherman beber a água da fonte antes que ela se dissipe, ele será restaurado ao normal. Sherman bebe a água e consegue recuperar sua composição genética em ordem adequada, restaurando sua inteligência.
Com Buddy Love fora de circulação para sempre, Sherman está finalmente livre para casar-se com Denise. Durante a festa de casamento, Ernie canta uma música em homenagem ao casal, enquanto Richmond continua a ser azarado pelo hamster, agora em seu tamanho normal.

## Elenco
- Eddie Murphy como
  - Professor Sherman Klump
  - Buddy Love
  - Cletus Marcellus 'Papa' Klump
  - Anna Pearl 'Mama' Klump
  - Ida Mae 'Vovó' Jensen Klump
  - Ernie Klump
- Janet Jackson como Professora Denise Gains
- Larry Miller como Dean Richmond
- John Ales como Jason
- Richard Gant como Sr. Gaines, o pai de Denise
- Anna Maria Horsford como Sra. Gaines, a mãe de Denise
- Melinda McGraw como Leanne Guilford
- Jamal Mixon como Ernie 'Bebê' Klump Jr.
- Gabriel Williams como Isaac
- Wanda Sykes como Chantal, a dona do salão de beleza
- Nikki Cox como Senhorita Stamos (creditada como 'estudante brilhante')
- Charles Walker como pastor
- Sylvester Jenkins como Velho Willie
- Freda Payne como Claudine
- Earl Boen como Dr. Knol
- Charles Napier como general da Estação Espacial
- Chris Elliott como gerente de restaurante
- Miguel A. Núñez Jr. como cientista
- Peter Segal como pipoqueiro
- Kym Whitley como convidada no casamento
- Kathleen Freeman como vizinha de Denise (não creditada)
- George King como stripper, o El Negro Muy Caliente Vida Loca Especial

## Trilha sonora
| Críticas profissionais | Críticas profissionais |
| Avaliações da crítica  | Avaliações da crítica  |
| Fonte                  | Avaliação              |
| ---------------------- | ---------------------- |
| AllMusic               | 3 de 5 estrelas.       |
| RapReviews             | 7 de 10 estrelas.      |

### Lista de músicas
| N.º            | Título                                                | Producer(s)                              | Duração |  |
| 1.             | "Doesn't Really Matter" (Janet Jackson)               | Janet Jackson, Jimmy Jam and Terry Lewis | 4:56    |  |
| 2.             | "Hey Papi" (Jay-Z, Amil, Memphis Bleek)               | Timbaland                                | 4:28    |  |
| 3.             | "Just Friends (Sunny)" (Musiq Soulchild)              | Carvin "Ransum" Haggins & Ivan           | 4:05    |  |
| 4.             | "Missing You" (Case)                                  | Tim & Bob                                | 4:45    |  |
| 5.             | "Even If" (Method Man)                                | Erick Sermon, P. King                    | 2:58    |  |
| 6.             | "I'm Gonna Crawl (Remix)" (DMX, Dyme)                 | P. Killer Trackz                         | 4:10    |  |
| 7.             | "Thinkin' 'Bout Me" (Brian McKnight)                  | Brian McKnight                           | 4:18    |  |
| 8.             | "Here with Me" (Jazz, Tichina Arnold)                 | Christopher "Deep" Henderson             | 4:56    |  |
| 9.             | "No You Didn't Say" (Kandice Love)                    | Redhead                                  | 4:29    |  |
| 10.            | "Let Me Be" (Eve)                                     | Teflon                                   | 3:50    |  |
| 11.            | "Get with Me" (Shorty 101)                            | Rodney Jerkins                           | 4:08    |  |
| 12.            | "Do You Remember (Once Upon a Time)" (Montell Jordan) | JoJo Brim, Montell Jordan                | 4:10    |  |
| 13.            | "Thong Song Uncensored" (Sisqó, Foxy Brown)           | Tim & Bob                                | 4:08    |  |
| 14.            | "Off the Wall" (Eminem, Redman)                       | Erick Sermon                             | 3:56    |  |
| 15.            | "Just a Touch" (R. Kelly)                             | R. Kelly                                 | 4:15    |  |
| 16.            | "G.O.A.T. (Sneak Preview)" (LL Cool J)                | —                                        | 7:52    |  |
| Duração total: | Duração total:                                        | Duração total:                           | 1:11:35 |  |

| Versão do Reino Unido |                                |                 |         |  |
| N.º                   | Título                         | Producer(s)     | Duração |  |
| 17.                   | "Not Even Gonna Trip" (Honeyz) | Gregory Charley | 3:50    |  |
| Duração total:        | Duração total:                 | Duração total:  | 1:11:35 |  |

## Recepção

### Critica
Comentários do filme foram, em geral negativa, conquistando 26% no Rotten Tomatoes, levando o consenso "Enquanto Eddie Murphy ainda é hilário como toda a família Klump, o filme cai por terra por causa do ritmo desigual, um roteiro pobre e esquetes que dependem de ser bruta ao invés de engraçado''. No Metacritic, o filme mantém uma pontuação de 38 em 100, com base em 34 críticos, indicando "revisões geralmente desfavoráveis".

### Bilheteria
O filme arrecadou mais de 42 500 milhões de dólares em sua semana de estréia e passou a um total bruto de mais de 123 300 000. Ele recebeu um adicional de 43 milhões de dólares em mercados estrangeiros.